# Iron Flag
Albums de Wu-Tang Clan
The W
(2000) Disciples of the 36 Chambers: Chapter 1
(2004)
Singles
1. Uzi (Pinky Ring)
Sortie : 18 décembre 2001
2. Rules
Sortie : 22 janvier 2002
3. Back in the Game
Sortie : 23 avril 2002

Iron Flag est le quatrième album studio du Wu-Tang Clan, sorti le 18 décembre 2001.
Alors qu'il a fallu quatre ans au Wu-Tang Clan pour donner une suite à leur premier album, moins d'un an s'est écoulé entre The W et ce quatrième opus, avec entretemps seulement deux albums solos : Digital Bullet de RZA et Bulletproof Wallets de Ghostface Killah. En comparaison aux buzz des deux albums précédents, la promotion de cet album est plutôt discrète. Contrairement à la plupart des albums de l'époque, celui-ci contient seulement 12 chansons (plus une cachée) sans interlude ni skit.

## Absences

### Ol' Dirty Bastard
La contribution d'Ol' Dirty Bastard aux albums du Wu-Tang Clan continue de décroître après chaque album. Après avoir été l'un des principaux protagonistes d'Enter the Wu-Tang (36 Chambers), il fut le moins prolifique des membres sur l'album Wu-Tang Forever. Il n'apparaît qu'une seule fois que The W à cause de problèmes avec la justice, problèmes qui se sont aggravés durant l'année séparant The W et Iron Flag. De ce fait, ODB n'apparaît à aucun moment sur cet album.

### Cappadonna
Autre absence de marque : celle de Cappadonna. Après avoir été un simple invité sur Wu-Tang Forever (ces participations étaient créditées « feat. Cappadonna »), il apparaît sur The W comme étant un membre à part entière du Clan (ces participations n'étaient plus créditées « feat. Cappadonna » et il était présent sur chaque photo promotionnelle du groupe). Cependant, l'année précédant la sortie de cet album, il devient mécontent de son aventure avec le groupe (RZA dira de lui qu'il est malheureux que les fans ne le considèrent pas comme un membre à part entière du groupe) et se dispute avec les autres membres sur le fait que son manager, Michael Caruso, est un ancien indic de police. Après cette affaire, il n'apparaît plus sur l'album (excepté la chanson cachée où l'on entend sa voix). Il est néanmoins fortement probable qu'il ait participé aux sessions d'enregistrements de l'album mais que RZA l'ait supprimé des crédits à la dernière minute. Il avait également posé pour la pochette de l'album mais sera effacé par la suite (bien que l'une de ses jambes apparaisse sur la couverture).

## Collaborations
La présence de superstars extérieures au Clan comme Busta Rhymes ou Snoop Dogg sur The W avait causé le mécontentement de beaucoup de personnes, aussi bien chez les fans que chez les critiques. Néanmoins, Iron Flag voit également la participation de grands noms du rap : Flavor Flav de Public Enemy apparaît sur le refrain de Soul Power (Black Jungle) et Back in the Game voit l’apparition de la légende de la soul Ronald Isley, membre des Isley Brothers, et est produit par les Trackmasters. Nick « Fury » Loftin a produit le morceau One of These Days, samplant l'interprétation, par Donny Hathaway, de la chanson de Ray Charles, I Believe to My Soul.
Back in the Game s'ouvre sur le même sample (if what you say is true, the Shaolin and the Wu-Tang could be dangerous!) que Bring da Ruckus dans leur premier album, mais avec une consonance différente de ce que faisait le Wu avant.
Un certain nombre de critiques, comme Ted Kessler de NME ou Nathan Rabin du Onion A.V Club, voit en la participation de Flavor Flav une façon temporaire de remplir le rôle clownesque d'Ol' Dirty Bastard. Il fait le refrain de Soul Power (Black Power) avec U-God et a une longue conversation au sujet de Long Island avec Method Man dans la dernière chanson.

## Réception
L'album s'est classé 6e au Top R&B/Hip-Hop Albums et 32e au Billboard 200 et a été certifié disque d'or par la Recording Industry Association of America (RIAA) le 29 janvier 2002.

## Liste des titres
| No  | Titre                                                                             | Auteur | Contient un (des) sample(s) de | Durée |
| --- | --------------------------------------------------------------------------------- | --- | --- | ----- |
| 1.  | In the Hood (featuring Suga Bang Bang et Street Life – Produit par RZA)           | Elgin Turner, Robert Diggs, Jason Hunter, Patrick Charles                                                                                    | Brown Baby de Billy Paul | 4:11  |
| 2.  | Rules (featuring Street Life – Produit par Mathematics)                           | Dennis Coles, Corey Woods, Elgin Turner, Jason Hunter, Clifford Smith, Ronald Bean, Patrick Charles                                          | You've Got the Papers (I've Got the Man) d'Ann Peebles Mighty Healthy de Ghostface Killah Criminology de Raekwon featuring Ghostface Killah C.R.E.A.M. du Wu-Tang Clan Hard Like a Criminal de Das EFX Publicity de GZA Da Mystery of Chessboxin' du Wu-Tang Clan P.L.O. Style de Method Man featuring Carlton Fisk Method Man (Remix) (Skunk Mix) du Wu-Tang Clan Player's Anthem de Junior M.A.F.I.A. featuring The Notorious B.I.G. | 3:53  |
| 3.  | Chrome Wheels (featuring Madame D, 12 O'Clock et Prodigal Sunn – Produit par RZA) | Corey Woods, Elgin Turner, Robert Diggs, Vergil Ruff                                                                                         | | 4:14  |
| 4.  | Soul Power (Black Jungle) (featuring Flavor Flav – Produit par RZA)               | Lamont Hawkins, Dennis Coles, Robert Diggs, Corey Woods, Elgin Turner, Jason Hunter, Clifford Smith                                          | Fatbackin' du Fatback Band | 4:52  |
| 5.  | Uzi (Pinky Ring) (Produit par RZA)                                                | Lamont Hawkins, Dennis Coles, Robert Diggs, Corey Woods, Elgin Turner, Jason Hunter, Clifford Smith, Gary Grice, Clarence Reid, Russel Jones | Parade Strut (Instrumental) de J.J. Johnson | 5:20  |
| 6.  | One of These Days (Produit par Nick « Fury » Loftin)                              | Lamont Hawkins, Nick Loftin, Corey Woods, Jason Hunter, Patrick Charles                                                                      | I Believe to My Soul de Donny Hathaway | 4:13  |
| 7.  | Y'all Been Warned (Produit par True Master)                                       | Robert Diggs, Corey Woods, Elgin Turner, Jason Hunter, Clifford Smith, Derek Harris, Patrick Charles                                         | In My Heart de Barbara & the Browns | 4:15  |
| 8.  | Babies (featuring Madame D – Produit par RZA)                                     | Dennis Coles, Robert Diggs, Corey Woods, Jason Hunter, Gary Grice                                                                            | Just a Prisoner de Billy Paul | 5:08  |
| 9.  | Radioactive (Four Assasins) (Produit par RZA)                                     | Robert Diggs, Corey Woods, Elgin Turner, Gary Grice, Clifford Smith                                                                          | Method Man (Remix) (Skunk Mix) du Wu-Tang Clan Tical de Method Man | 3:30  |
| 10. | Back in the Game (featuring Ron Isley – Produit par Trackmasters)                 | Dennis Coles, Corey Woods, Gary Grice, Jason Hunter, Clifford Smith, Samuel Barnes, Jean-Claude Olivier                                      | Rainy Dayz de Raekwon featuring Ghostface Killah et Blue Raspberry So Wat Cha Sayin' d'EPMD | 4:34  |
| 11. | Iron Flag / The Glock (Produit par RZA)                                           | Lamont Hawkins, Robert Diggs, Corey Woods, Elgin Turner, Jason Hunter, Dennis Coles, Darryl Hill                                             | The Handwriting Is on the Wall d'Ann Peebles | 6:26  |
| 12. | Dashing (Reasons) (Produit par RZA)                                               | Robert Diggs, Jason Hunter, Gary Grice | Jingle Bells (One Horse Open Sleigh) de James Pierpont | 4:45  |

| 13. | The W (Produit par RZA) | Robert Diggs, Lamont Hawkins, Jason Hunter, Gary Grice | 3:41 |